# Middleton (Idaho)
Middleton ist eine Stadt im Canyon County, Idaho. Die Einwohnerzahl betrug 9425 Personen bei der Volkszählung 2020. Sie bildet einen Vorort der Stadt Boise.

## Geschichte
Middleton ist die älteste Siedlung im Canyon County. Das Land wurde 1863 von William N. Montgomery parzelliert. Als der Boise River 1872 über die Ufer trat und sich einen neuen Kanal bahnte, wurde die Siedlung auf einer Insel isoliert und zog in den Jahren nach 1880 an einen neuen Standort um. Die Stadt wurde 1910 gegründet, obwohl die Urkunde erst 1971 ausgestellt wurde. 

## Demografie
Nach der Volkszählung von 2020 leben in Middleton 9425 Menschen. Die Bevölkerung teilt sich im selben Jahr auf in 93,6 % Weiße, 0,8 % amerikanische Ureinwohner, 0,6 % Asiaten, 0,1 % Ozeanier und 2,7 % mit zwei oder mehr Ethnizitäten. Hispanics oder Latinos aller Ethnien machten 7,4 % der Bevölkerung aus. Das mittlere Haushaltseinkommen lag bei 52.522 US-Dollar und die Armutsquote bei 11,0 %.
| Jahr | Einwohner¹ |
| ---- | ---------- |
| 1950 | 496        |
| 1960 | 541        |
| 1970 | 739        |
| 1980 | 1901       |
| 1990 | 1851       |
| 2000 | 2978       |
| 2010 | 5524       |
| 2020 | 9425       |

¹ 1950 – 2020: Volkszählungsergebnisse